# Carlos Ramírez Saldaña
Carlos Miguel Ramírez Saldaña (Saposoa, 23 de febrero de 1966) es un contador público y político peruano. Es el actual alcalde de la provincia de Huallaga desde 2019. Además fue consejero regional del Gobierno Regional de San Martín por la provincia de Huallaga entre 2011 y 2014.
Nació en Saposoa, Perú, el 23 de febrero de 1966, hijo de Wilman Ramírez Fonseca y Lila Saldaña Ramírez. Cursó sus estudios primarios y secundarios en su ciudad natal. Entre 1984 y 1988 cursó estudios superiores de contabilidad en la Universidad Nacional Hermilio Valdizán de la ciudad de Huánuco.
Su primera participación política se dio en las elecciones regionales del 2010 cuando fue elegido consejero regional por el partido Nueva Amazonía por la provincia de Huallaga. En las elecciones municipales del 2014 tentó su elección como alcalde provincial de Huallaga sin éxito. Fue elegido para ese cargo en las elecciones municipales del 2018 por el partido Vamos Perú.